# Zacopride
Zacopride là một chất đối vận mạnh ở thụ thể 5-HT3  và là chất chủ vận ở thụ thể 5-HT4. Nó có tác dụng giải lo âu  và nootropic trong mô hình động vật, với (R)-(+)- enantome là dạng hoạt động mạnh hơn. Nó cũng có tác dụng chống nôn  và tiền hô hấp, cả hai đều làm giảm chứng ngưng thở khi ngủ  và đảo ngược chứng suy hô hấp do opioid gây ra trong các nghiên cứu trên động vật. Các thử nghiệm trên động vật sớm cũng đã tiết lộ rằng việc sử dụng zacopride có thể làm giảm sự ưa thích và tiêu thụ ethanol.
Zacopride đã được tìm thấy làm tăng đáng kể nồng độ aldosterone ở người trong 180 phút với liều 400 microgam. Người ta cho rằng làm điều này bằng cách kích thích các thụ thể 5-HT 4 trên tuyến thượng thận. Zacopride cũng kích thích tiết aldosterone khi áp dụng cho tuyến thượng thận của con người trong ống nghiệm. Không có thay đổi đáng kể đã được quan sát ở mức độ renin, ACTH hoặc cortisol.
Zacopride đã được thử nghiệm trong các thử nghiệm lâm sàng để điều trị tâm thần phân liệt, nhưng không thành công.